# اللوائح الخاصة بوضع الملصقات الغذائية في المملكة المتحدة
القانون في المملكة المتحدة حول وضع العلامات الغذائية متعدد الوجوه وينتشر على العديد من الإصلاحات والأفعال البرلمانية، مما يجعل هذا الموضوع معقدًا. كما يجب أن يتوافق مع القواعد ذات الصلة في الاتحاد الأوروبي، وهي القانون الرئيسي المتعلق بوضع العلامات الغذائية هو اللائحة (الاتحاد الأوروبي) 1169/2011.
هناك قواعد عامة تنطبق على أي منتج غذائي:  
- الاسم : يجب أن يبلغ العميل بطبيعة المنتج. وقد يكون من الضروري أيضًا إرفاق وصف لاسم المنتج. ومع ذلك، هناك بعض الأسماء العامة التي يجب استخدامها فقط لاستخداماتها التقليدية.و من بين هذه الاستثناءات الميوسلى والقهوة والروبيان.
- المكونات : يجب ذكر جميع مكونات الطعام تحت عنوان «المكونات» ويجب ذكرها بترتيب تنازلي للوزن عند وجود أكثر من 2٪ في المنتج. قد يتم الإعلان عن المكونات التي تشكل أقل من اثنين في المائة بأي ترتيب في نهاية الإعلان.  إضافة إلى ذلك، يجب تحديد مكونات معينة، مثل المواد الحافظة، تحت عنوان  «المواد الحافظة»، ويذكر خلاله  الاسم محدد، على سبيل المثال:   «نتريت الصوديوم»، ورقم التسجيل الأوروبي المقابل له وهو «رقم E»، على سبيل المثال: "E250". عندما تتكون المكونات نفسها من عدد من المكونات الفرعية (على سبيل المثال، المايونيز)، يجب الإعلان عن هذه المكونات أيضًا في إعلان المكونات. إذا كانت المكونات أو المواد المضافة تحتوي على واحد من 14 مادة المثيرة للحساسية المدرجة في القائمة الأوروبية، فيجب ذكرها صراحة في القائمة. على سبيل المثال: «مادة الكبريت E220».
- المعلومات الغذائية : على الرغم من أنه ليس من المتطلبات القانونية لإعلان المعلومات الغذائية عن المنتج، إذا قدمت الشركة المصنعة أن المنتج «منخفض في السكر»، يجب أن يكون مدعومًا بالمعلومات الغذائية (عادة في شكل جدول). ومع ذلك، كقاعدة عامة، فمن المستحسن الإعلان عن المعلومات الغذائية كمستهلكين، أكثر من أي وقت مضى، يتم التحقيق في هذه المعلومات قبل اتخاذ قرار الشراء. علاوة على ذلك، هناك نوعان من المعايير الأوروبية لوضع العلامات الغذائية التي يجب الالتزام بها إذا تم عرض المعلومات الغذائية.
- المطالبات الطبية أو الغذائية :   يتم التحكم في المطالبات الطبية والغذائية بإحكام. لا يُسمح ببعضها إلا في ظروف معينة، بينما لا يُسمح بالبعض الآخر على الإطلاق. على سبيل المثال، يُحظر تقديم ادعاءات بأن المنتج الغذائي يمكن أن يعالج أو يمنع أو يعالج الأمراض أو «الظروف المعاكسة» الأخرى. بينما يدعي أن الطعام ينخفض في الدهون أو غنية بالفيتامينات مما يتطلب تلبية المعايير والدرجات الإلزامية. بالإضافة إلى ذلك، يجب استخدام المصطلحات في نموذج محدد في اللوائح.
- توصيف التاريخ : هناك نوعان من توصيف التاريخ:
  -   الاستخدام حسب التاريخ : يجب أن يتبع «الاستخدام حسب التاريخ» يومًا و / أو شهرًا يجب استهلاك المنتج خلاله. وهذا ينطبق على الأطعمة سريعة التلف التي عادة ما تبقى باردة كالأسماك واللحوم ومنتجات الألبان والسلطات «الجاهزة للأكل».
  -   أفضل قبل التاريخ : "يتم استخدام"فضل قبل التاريخ"كمؤشر على أن يبدأ المنتج في الانحدار عن  الجودة المثلى؛ ويشمل ذلك عندما يصبح الطعام فاسداً، أو يبدأ في فقدان طعمه، أو يتحلل، أو يتعفن. هناك أيضا لوائح بشأن نوع الأفضل قبل أن يتم تطبيق التاريخ:
    - أفضل قبل + يوم للأطعمة التي تصل فترة صلاحيتها إلى 3 أشهر.
    - أفضل قبل نهاية + شهر للأطعمة التي تزيد مدة صلاحيتها عن 3 أشهر.
    - أفضل قبل نهاية + سنة للطعام التي تزيد مدة صلاحيته عن أكثر من 18 .
- شروط التخزين: إذا كانت هناك أي ظروف تخزين خاصة للمنتج للحفاظ على مدة صلاحيته، فيجب الإشارة إلى ذلك. ومع ذلك، كقاعدة عامة، فمن المستحسن وصف دائماً شروط التخزين الضرورية لأى منتج غذائي.
- اسم العمل وعنوانه: بالإضافة إلى اسم وعنوان العمل، من الضروري الإشارة إلى الشركة المصنعة أومصُنع العبوة إذا كانت مستقلة عن الشركة الرئيسية وتم تأسيس البائع داخل الاتحاد الأوروبي.
- مكان المنشأ: يُطلب من الطعام تحديد مكانه الأصلي، خاصة إذا كان الاسم أو العلامة التجارية مضللة. مثال على ذلك هو ما إذا كان المنتج يسمى "English Brie Cheese" ويتم إنتاجه في فرنسا.
- تعليمات الاستخدام: هذا ضروري فقط إذا كان من غير الواضح كيفية استخدام أو إعداد المنتج، وفي هذه الحالة يجب استخدام مبادرة المستهلك الخاصة.
- التقديم: يجب أن يكون العنوان مقروءًا. أيضا، يجب أن يكون مكتوباً باللغة الإنجليزية، ولكن الشركة المصنعة قد تشمل أيضا لغات أخرى.
- معرف المجموعة، مثل علامة اللوط أو كود المجموعة : يجب أن يتم تحديد المجموعات الفردية بعلامة لوط أو رمز المجموعة. يجب أن يكون البادئة مسبوقة بالحرف 'L' إذا كان لا يمكن تمييزه عن الرموز الأخرى، ومع ذلك، يمكن استخدام علامة التاريخ كعلامة لوط. يجب على المصنعين أن يضعوا في اعتبارهم أن كلما تم تضغير حجم المجموعة، كلما كانت العواقب المالية الأصغر في حالة استدعاء المنتج:
  - اسم المنتج
  - علامة التاريخ
  - تقدير الوزن الصافي أو الكمية
  - نسبة الكحول (إن وجدت).
- المواصفة القياسية: تشير إلى مستوى المواصفات القياسية التي يتم تصنيعها وتعبئتها، والحدود المحددة للمواصفات إذا كان المعيار غير متاح للجمهور، خاصة بالنسبة للمواصفات التالية:
  - الحدود الميكروبية
  - حدود المعادن الثقيلة
  - حدود بقايا المبيدات
  - حدود المواد الحافظة، النكهة الاصطناعية والتلوين، إلخ.
- المضافات الغذائية: يجب توضيح العناصر حسب أسمائها المعتمدة (على سبيل المثال محلياً) والفئات الوظيفية وأرقام نظام الترقيم الدولى   (INS)أو ما يعادلها.[1]
- مسببات الحساسية: يجب الإعلان عن بعض المواد المسببة للحساسية الشائعة بشكل صريح في إعلان المكونات ويمكن إضافة قائمة مختصرة للمواد المثيرة للحساسية في مكان قريب لزيادة الوضوح بالنسبة للمستهلك. وتشمل هذه المواد المسببة للحساسية الموجودة في مكونات الوصفة الفعلية، ولكن أيضا المواد المضافة وتجهيز المعينات عندما تكون البقايا موجودة في المنتج. هناك أربعة عشر مصدراً للحساسية التي يجب ذكرها عند وجودها أو مشتقاتها في المنتج:[2]
  - الكرفس
  - الحبوب التي تحتوى الجلوتين
  - القشريات
  - البيض
  - السمك
  - الترمس
  - اللبن (متضمناً اللاكتوز)
  - الرخويات
  - الخردل
  - البندق
  - المكسرات
  - حبوب السمسم
  - فول الصويا
  - ثانى أكسيد الكبريت والكبريتات

## وصلات خارجية
- تدوين الملاحظات من وكالة المعايير الغذائية البريطانية
- النصوص الرسمية للاتحاد الأوروبي قانون الغذاء والمبادئ التوجيهية
- تسميات اخرى